# Рамішвілі Максим Афанасійович
Максим Афанасійович Рамішві́́лі (нар. 28 серпня 1903, Суреби) — радянський вчений в галузі виноградарства. Доктор сільськогосподарських наук з 1947 року, професор з 1948 року.

## Біографія
Народився 28 серпня 1903 року в селі Суреби (тепер Чохатаурський муніципалітет, Гурія, Грузія). 1926 року закінчив агрономічний факультет Тбіліського державного університету. Працював на науково-дослідних роботі. З 1953 року заступник директора Грузинського науково-дослідного інституту садівництва, виноградарства та виноробства. 1972 року був ініціатором заснування ампелографічна лабораторії і створення ампелографічної колекції при Грузинському сільськогосподарському інституті, де зібрано близько 3 тисяч аборигенних та інтродукованих сортів винограду.

## Наукова діяльність
Вченим виведені нові столові сорти винограду — Іверія, Вардзія, Сакартвело, Колхурі і інші. Автор понад 150 наукових праць — монографій, підручників для вузів, статей, посібників і інше. Серед праць:
- Сорти виноградних лоз Гурії, Мегрелії і Аджарії. — Тбілісі, 1948(груз.);
- Виноградний розплідник. — Тбілісі, 1964(груз.);
- Ампелографія Грузії. — Тбілісі, 1970(груз.);
- Виноградарство. — 5-е видання — Тбілісі, 1983 (у співавторстві)(груз.).

## Відзнаки
- Заслужений діяч науки Грузинської РСР;
- Нагороджений двома орденами Трудового Червоного Прапора, орденом «Знак Пошани».